# Le train bleu s'arrête 13 fois
Le train bleu s'arrête 13 fois est une série télévisée française en treize épisodes de 25 minutes, adaptée par René Wheeler d'un recueil de nouvelles de Pierre Boileau et Thomas Narcejac et diffusée entre le 8 octobre 1965 et le 11 mars 1966 sur la première chaîne de l'ORTF.
Au Québec, elle a été diffusée à partir du 8 juin 1965 à la Télévision de Radio-Canada sous le titre Le Train bleu.

## Synopsis
Chaque épisode est consacré à une gare du parcours du célèbre Train bleu qui relie Paris à Menton, et où se déroule une intrigue policière chaque fois différente.

## Épisodes
1. Paris : Signal d'alarme (Réalisé par Michel Drach, avec Françoise Arnoul, Jean Topart, Marcel Bozzuffi)
2. Dijon : Premier courrier (Réalisé par Mick Roussel, avec Raymond Pellegrin, Françoise Giret, Henri Virlojeux, Henri Vilbert),
3. Lyon : Marché en main (Réalisé par Michel Drach, avec Jean-Louis Trintignant, Marcel Cuvelier, Jean-Pierre Darras)
4. Marseille : Choc en retour (Réalisé par Michel Drach, avec Christian Mery, Fabienne Dali, Serge Sauvion, Paul Préboist, André Versini)
5. Toulon : Passe-passe (Réalisé par Michel Drach, avec Henri Crémieux, Fernand Sardou, Jacques Monod, Fernand Berset)
6. Saint-Raphaël : Une balle de trop (Réalisé par Serge Friedman, avec François Nocher, Marie Noëlle, Jacques Riberolles)
7. Cannes : On ne gagne qu'une fois (Réalisé par Michel Drach, avec Michel Auclair, William Sabatier, Robert Castel, Annie Fargue)
8. Antibes : Coup fourré (Réalisé par Mick Roussel, avec Jean Gaven, Marthe Mercadier, Claude Génia)
9. Nice : Cabine 2 (Réalisé par Maurice de Canonge, avec Georges Poujouly, Anne Béranger, Jean-Jacques Delbo)
10. Beaulieu : Le piège (Réalisé par Serge Friedman, avec Roger Hanin, Françoise Fabian, Louis Velle)
11. Monte-Carlo : Un mari dangereux (Réalisé par Maurice de Canonge, avec Michel Le Royer, Odile Versois, Daniel Ceccaldi)
12. Monaco : Non-lieu (Réalisé par Yannick Andréi, avec Jacques Dacqmine, Gianni Esposito)
13. Menton : Le fugitif (Réalisé par Yannick Andréi, avec Jean Servais)